# ボルシア・ドルトムント II
ボルシア・ドルトムント II（ドイツ語: Borussia Dortmund II、旧称:ボルシア・ドルトムント・アマチュア）は、ドイツ連邦共和国ノルトライン＝ヴェストファーレン州ドルトムントを本拠地とする総合スポーツクラブ・ボルシア・ドルトムントのサッカー部門のリザーブチームである。
2021-22シーズンから3. リーガでプレーしていたが、2024-25シーズン最終節で1.FCザールブリュッケンに敗れ、レギオナルリーガに降格した。
チームは23歳以下の選手により構成され、ユース部門に所属する若く才能のある選手がトップチームへ昇格するための中間地点の役割を担っている。

## タイトル
- レギオナルリーガ・ヴェスト : 3回
  - 2008-09, 2011-12, 2020-21
- オーバーリーガ・ヴェストファーレン : 3回
  - 1997-98, 2001-02, 2005-06

## 過去の成績
出典
- 1994-95 オーバーリーガ・ヴェストファーレン 2位
- 1995-96 オーバーリーガ・ヴェストファーレン 4位
- 1996-97 オーバーリーガ・ヴェストファーレン 3位
- 1997-98 オーバーリーガ・ヴェストファーレン 1位
- 1998-99 レギオナルリーガ・ヴェスト 14位
- 1999-2000 レギオナルリーガ・ヴェスト 10位
- 2000-01 レギオナルリーガ・ノルト 18位
- 2001-02 オーバーリーガ・ヴェストファーレン 1位
- 2002-03 レギオナルリーガ・ノルト 5位
- 2003-04 レギオナルリーガ・ノルト 10位
- 2004-05 レギオナルリーガ・ノルト 15位
- 2005-06 オーバーリーガ・ヴェストファーレン 1位
- 2006-07 レギオナルリーガ・ノルト 14位
- 2007-08 レギオナルリーガ・ノルト 13位
- 2008-09 レギオナルリーガ・ヴェスト 1位
- 2009-10 3. リーガ 18位
- 2010-11 レギオナルリーガ・ヴェスト 6位
- 2011-12 レギオナルリーガ・ヴェスト 1位
- 2012-13 3. リーガ 16位
- 2013-14 3. リーガ 14位
- 2014-15 3. リーガ 18位
- 2015-16 レギオナルリーガ・ヴェスト 4位
- 2016-17 レギオナルリーガ・ヴェスト 2位
- 2017-18 レギオナルリーガ・ヴェスト 4位
- 2018-19 レギオナルリーガ・ヴェスト 5位
- 2019-20 レギオナルリーガ・ヴェスト 9位
- 2020-21 レギオナルリーガ・ヴェスト 1位
- 2021-22 3. リーガ　9位
- 2022-23 3.リーガ　13位
- 2023-24 3.リーガ　11位
- 2024-25 3.リーガ　17位
- 2025-26 レギオナルリーガ・ヴェスト

## 現所属メンバー
2017年10月12日現在
注：選手の国籍表記はFIFAの定めた代表資格ルールに基づく。
| No. | Pos. |        | 選手名                       |
| --- | ---- | ------ | ---------------------------- |
| 1   | GK   | ドイツ | ヤン・レッカート             |
| 2   | DF   | ドイツ | アモス・ピーパー             |
| 3   | FW   | ドイツ | ゼーレン・ディークマン       |
| 4   | MF   | ドイツ | パターソン・チャト           |
| 5   | DF   | ドイツ | オリヴァー・スタウラー       |
| 6   | DF   | ドイツ | パトリック・マインカ         |
| 7   | DF   | ドイツ | ヘルベルト・ボックホルン     |
| 8   | DF   | ドイツ | ラース・ディーツ             |
| 9   | FW   | ドイツ | ミヒャエル・エーバーヴァイン |
| 10  | MF   | ドイツ | パトリック・プフリュッケ     |
| 11  | DF   | ドイツ | ティル・シューマッハー       |
| 13  | DF   | ドイツ | ヘンリ・ヴァイゲルト         |
| 14  | FW   | ドイツ | フィリップ・ハンケ           |
| 17  | MF   | ドイツ | マッシモ・オルナテッリ       |

| No. | Pos. |                | 選手名                      |
| --- | ---- | -------------- | --------------------------- |
| 18  | FW   | ハンガリー     | バイネル・バーリント        |
| 19  | DF   | トーゴ         | ハイメン・バー＝トラオレ    |
| 20  | MF   | ドイツ         | ダヴィト・ザウアーラント    |
| 22  | MF   | アメリカ合衆国 | ジュニア・フローレス ()     |
| 23  | DF   | ドイツ         | ダリオ・スクデリ ()         |
| 25  | DF   | ドイツ         | パトリック・フリッチュ      |
| 26  | MF   | ドイツ         | ヨナス・アルバイラー        |
| 27  | FW   | ギリシャ       | アナルギロス・カンペツィス  |
| 30  | MF   | イングランド   | デンゼイル・ボアドゥ        |
| 31  | MF   | オランダ       | アブデルマジド・ブーアリ () |
| 32  | DF   | 大韓民国       | 朴柱昊                      |
| 38  | FW   | ドイツ         | ヤンニ・ルカ・セッラ        |
| 44  | GK   | ドイツ         | アイケ・バンセン            |

### ローン移籍
in
注：選手の国籍表記はFIFAの定めた代表資格ルールに基づく。
| No. | Pos. |  | 選手名 |
| --- | ---- |  | ------ |

| No. | Pos. |  | 選手名 |
| --- | ---- |  | ------ |

## 歴代監督
出典
- ハインリヒ・クフィアトコフスキ（ドイツ語版） 1966-1973
- ヴァルター・マーフス 1975-1976
- ローター・フーバー（ドイツ語版） 1986-1992
- ミヒャエル・ヘンケ（ドイツ語版） 1992-1994
- エトウィン・ブーカンプ 1994-1997
- ミヒャエル・スキッベ 1997-1998
- テオ・シュナイダー（ドイツ語版） 1998-1999
- エトウィン・ブーカンプ 1999-2001
- ホルスト・ケッペル 2001-2004
- ウーヴェ・ノイハウス（ドイツ語版） 2004-2005
- テオ・シュナイダー 2005-2011
- ハンネス・ヴォルフ 2011
- デイヴィッド・ワグナー 2011-2015
- ダニエル・ファルケ 2015-2017
- ヤン・ジーヴェルト 2017-2019
- アレン・テレツィク 2019
- ミケ・ツルベルグ（ドイツ語版） 2019–2020
- エンリコ・マーセン 2020-2022

## 歴代選手

### GK
- ズラタン・アロメロヴィッチ（ドイツ語版）

### DF
- マルセル・シュメルツァー
- マルク・ホルンシュフ（ドイツ語版）
- エリック・ドゥルム
- マリアン・ザー

### MF
- ヌリ・シャヒン
- ケヴィン・グロスクロイツ
- マルコ・ロイス
- マリオ・ゲッツェ
- ヨナス・ホフマン
- 丸岡満
- ジェイドン・サンチョ

### FW
- ダニエル・ギンチェク
- マーヴィン・ドゥクシュ